# Listă de genuri de plante ornamentale
Aceasta este o listă de genuri de plante ornamentale.
| Gen | Familie | Ordin | Subclasă | Clasă |
| --- | ------- | ----- | -------- | ----- |
| 1   | 2       | 3     | 4        | 5     |

## A
- Abelia · Caprifoliaceae · Dipsacales · Asteridae · Magnoliopsida
- Abronia · Nyctaginaceae · Caryophyllales · Caryophyllidae · Magnoliopsida
- Acanthus · Acanthaceae · Scrophulariales · Asteridae · Magnoliopsida
- Acer · Aceraceae · Sapindales · Rosidae · Magnoliopsida
- Achillea · Compositae · [[]] · [[]] · [[]]
- Acorus · Araceae · Arales · Arecidae · Liliopsida
- Actinidia · Actinidiaceae · Theales · Dilleniidae · Magnoliopsida
- Adoxa · Adoxaceae · Dipsacales · Asteridae · Magnoliopsida
- Aesculus · Hippocastanaceae · Sapindales · Rosidae · Magnoliopsida
- Aframomum · Zingiberaceae · Zingiberales · Zingiberidae · Liliopsida
- Ailanthus · Simaroubaceae · Sapindales · Rosidae · Magnoliopsida
- Akebia · Lardizabalaceae · Ranunculales · Magnoliidae · Magnoliopsida
- Alangium · Alangiaceae · Rhizophorales · Rosidae · Magnoliopsida
- Alisma · Alismataceae · Alismatales · Alismatidae · Liliopsida
- Alyssum · Cruciferae · [[]] · [[]] · [[]]
- Amaranthus · Amaranthaceae · Caryophyllales · Caryophyllidae · Magnoliopsida
- Amaryllis · Amaryllidaceae · [[]] · [[]] · [[]]
- Anemia · Schizaeaceae · [[]] · [[]] · [[]]
- Angelica · Umbelliferae · [[]] · [[]] · [[]]
- Angiopteris · Angiopteridaceae · [[]] · [[]] · [[]]
- Annona · Annonaceae · Magnoliales · Magnoliidae · Magnoliopsida
- Antirrhinum · Scrophulariaceae · Scrophulariales · Asteridae · Magnoliopsida
- Apocynum · Apocynaceae · Gentianales · Asteridae · Magnoliopsida
- Aponogeton · Aponogetonaceae · Najadales · Alismatidae · Liliopsida
- Aralia · Araliaceae · Apiales · Rosidae · Magnoliopsida
- Araucaria · Araucariaceae · [[]] · [[]] · [[]]
- Aristolochia · Aristolochiaceae · Aristolochiales · Magnoliidae · Magnoliopsida
- Arum · Araceae · Arales · Arecidae · Liliopsida
- Asclepias · Asclepiadaceae · Gentianales · Asteridae · Magnoliopsida
- Avena · Gramineae · [[]] · [[]] · [[]]

## B
- Barbacenia · Velloziaceae · Liliales · Liliidae · Liliopsida
- Begonia · Begoniaceae · Violales · Dilleniidae · Magnoliopsida
- Berberidopsis · Flacourtiaceae · Violales · Dilleniidae · Magnoliopsida
- Berberis · Berberidaceae · Ranunculales · Magnoliidae · Magnoliopsida
- Betula · Betulaceae · [[]] · [[]] · [[]]
- Bignonia · Bignoniaceae · Scrophulariales · Asteridae · Magnoliopsida
- Borago · Boraginaceae · Lamiales · Asteridae · Magnoliopsida
- Botrychum · Ophioglossaceae · [[]] · [[]] · [[]]
- Boussingaultia · Basellaceae · Caryophyllales · Caryophyllidae · Magnoliopsida
- Bromelia · Bromeliaceae · Bromeliales · Zingiberidae · Liliopsida
- Buddleja · Loganiaceae · Gentianales · Asteridae · Magnoliopsida
- Butomus · Butomaceae · Alismatales · Alismatidae · Liliopsida
- Buxus · Buxaceae · Euphorbiales · Rosidae · Magnoliopsida

## C
- Calycanthus · Calycanthaceae · Laurales · Magnoliidae · Magnoliopsida
- Camellia · Theaceae · Theales · Dilleniidae · Magnoliopsida
- Campanula · Campanulaceae · Campanulales · Asteridae · Magnoliopsida
- Canna · Cannaceae · Zingiberales · Zingiberidae · Liliopsida
- Cardiospermum · Sapindaceae · Sapindales · Rosidae · Magnoliopsida
- Carica · Caricaceae · Violales · Dilleniidae · Magnoliopsida
- Celastrus · Celastraceae · Celastrales · Rosidae · Magnoliopsida
- Cephalaria · Dipsacaceae · Dipsacales · Asteridae · Magnoliopsida
- Cephalotaxus · Cephalotaxaceae · [[]] · [[]] · [[]]
- Ceratophyllum · Ceratophyllaceae · Nymphaeales · Magnoliidae · Magnoliopsida
- Cercidiphyllum · Cercidiphyllaceae · Hamamelidales · Hamamelidae · Magnoliopsida
- Cheiranthus · Cruciferae · [[]] · [[]] · [[]]
- Chenopodium · Chenopodiaceae · Caryophyllales · Caryophyllidae · Magnoliopsida
- Chrysophyllum · Sapotaceae · Ebenales · Dilleniidae · Magnoliopsida
- Cistus · Cistaceae · Violales · Dilleniidae · Magnoliopsida
- Citronella · Icacinaceae · Celastrales · Rosidae · Magnoliopsida
- Clavija · Theophrastaceae · Primulales · Dilleniidae · Magnoliopsida
- Cleome · Capparidaceae · [[]] · [[]] · [[]]
- Clethra · Clethraceae · Ericales · Dilleniidae · Magnoliopsida
- Cocos · Palmae · [[]] · [[]] · [[]]
- Coffea · Rubiaceae · Rubiales · Asteridae · Magnoliopsida
- Combretum · Combretaceae · Myrtales · Rosidae · Magnoliopsida
- Commelina · Commelinaceae · Commelinales · Commelinidae · Liliopsida
- Convolvulus · Convolvulaceae · Solanales · Asteridae · Magnoliopsida
- Coriaria · Coriariaceae · Ranunculales · Magnoliidae · Magnoliopsida
- Cornus · Cornaceae · Rhizophorales · Rosidae · Magnoliopsida
- Corynocarpus · Corynocarpaceae · Celastrales · Rosidae · Magnoliopsida
- Crassula · Crassulaceae · Rosales · Rosidae · Magnoliopsida
- Cucumis · Cucurbitaceae · Violales · Dilleniidae · Magnoliopsida
- Cucurbita · Cucurbitaceae · Violales · Dilleniidae · Magnoliopsida
- Cunonia · Cunoniaceae · Rosales · Rosidae · Magnoliopsida
- Cupressus · Cupressaceae · [[]] · [[]] · [[]]
- Cyclanthus · Cyclanthaceae · Cyclanthales · Arecidae · Liliopsida
- Cyperus · Cyperaceae · Cyperales · Commelinidae · Liliopsida

## D
- Daphniphyllum · Daphniphyllaceae · Daphniphyllales · Hamamelidae · Magnoliopsida
- Datisca · Datiscaceae · Violales · Dilleniidae · Magnoliopsida
- Davidia · Nyssaceae · Rhizophorales · Rosidae · Magnoliopsida
- Debregeasia · Urticaceae · Urticales · Hamamelidae · Magnoliopsida
- Desfontainia · Desfontainiaceae · [[]] · [[]] · [[]]
- Dianthus · Caryophyllaceae · Caryophyllales · Caryophyllidae · Magnoliopsida
- Dicksonia · Dicksoniaceae · [[]] · [[]] · [[]]
- Dierama · Tridaceae · [[]] · [[]] · [[]]
- Dillenia · Dilleniaceae · Dilleniales · Dilleniidae · Magnoliopsida
- Dioon · Cicadaceae · [[]] · [[]] · [[]]
- Dioscorea · Dioscoreaceae · Liliales · Liliidae · Liliopsida
- Diospyros · Ebenaceae · Ebenales · Dilleniidae · Magnoliopsida
- Dombeya · Sterculiaceae · Malvales · Dilleniidae · Magnoliopsida
- Drimys · Winteraceae · Magnoliales · Magnoliidae · Magnoliopsida
- Drosera · Droseraceae · Nepenthales · Dilleniidae · Magnoliopsida

## E
- Elaeagnus · Elaeagnaceae · Proteales · Rosidae · Magnoliopsida
- Elaeocarpus · Elaeocarpaceae · Malvales · Dilleniidae · Magnoliopsida
- Elatine · Elatinaceae · Theales · Dilleniidae · Magnoliopsida
- Empetrum · Empetraceae · Ericales · Dilleniidae · Magnoliopsida
- Encephalartos · Cycadaceae · [[]] · [[]] · [[]]
- Epacris · Epacridaceae · Ericales · Dilleniidae · Magnoliopsida
- Ephedra · Ephedraceae · [[]] · [[]] · [[]]
- Erica · Ericaceae · Ericales · Dilleniidae · Magnoliopsida
- Erythroxylum · Erythroxylaceae · Linales · Rosidae · Magnoliopsida
- Eucommia · Eucommiaceae · Eucommiales · Hamamelidae · Magnoliopsida
- Eucryphia · Eucryphiaceae · Rosales · Rosidae · Magnoliopsida
- Euphorbia · Euphorbiaceae · Euphorbiales · Rosidae · Magnoliopsida

## F
- Fagus · Fagaceae · [[]] · [[]] · [[]]
- Frankenia · Frankeniaceae · Violales · Dilleniidae · Magnoliopsida
- Fuchsia · Onagraceae · Myrtales · Rosidae · Magnoliopsida

## G
- Garrya · Garryaceae · Rhizophorales · Rosidae · Magnoliopsida
- Gentiana · Gentianaceae · Gentianales · Asteridae · Magnoliopsida
- Geranium · Geraniaceae · Geraniales · Rosidae · Magnoliopsida
- Gesneria · Gesneriaceae · Scrophulariales · Asteridae · Magnoliopsida
- Ginkgo · Ginkgoaceae · [[]] · [[]] · [[]]
- Globularia · Globulariaceae · Scrophulariales · Asteridae · Magnoliopsida
- Goodenia · Goodeniaceae · Campanulales · Asteridae · Magnoliopsida

## H
- Hamamelis · Hamamelidaceae · Hamamelidales · Hamamelidae · Magnoliopsida
- Hippuris · Hippuridaceae · Callitrichales · Asteridae · Magnoliopsida
- Humulus · Maraceae · [[]] · [[]] · [[]]
- Hydrocera · Balsaminaceae · Geraniales · Rosidae · Magnoliopsida
- Hydrocharis · Hydrocharitaceae · Hydrocharitales · Alismatidae · Liliopsida
- Hydrophyllum · Hydrophyllaceae · Solanales · Asteridae · Magnoliopsida
- Hymenandra · Myrsinaceae · Primulales · Dilleniidae · Magnoliopsida
- Hymenophyllum · Hymenophyllaceae · [[]] · [[]] · [[]]
- Hypericum · Hypericaceae · [[]] · [[]] · [[]]

## I
- Ilex · Aquifoliaceae · Celastrales · Rosidae · Magnoliopsida
- Illicium · Illiciaceae · Illiciales · Magnoliidae · Magnoliopsida
- Iris · Iridaceae · Liliales · Liliidae · Liliopsida

## J
- Juglans · Juglandaceae · Juglandales · Hamamelidae · Magnoliopsida
- Juncus · Juncaceae · Juncales · Commelinidae · Liliopsida

## L
- Laurus · Lauraceae · Laurales · Magnoliidae · Magnoliopsida
- Leea · Leeaceae · Rhamnales · Rosidae · Magnoliopsida
- Lilium · Liliaceae · Liliales · Liliidae · Liliopsida
- Limnanthes · Limnanthaceae · Geraniales · Rosidae · Magnoliopsida
- Linum · Linaceae · Linales · Rosidae · Magnoliopsida
- Loasa · Loasaceae · Violales · Dilleniidae · Magnoliopsida
- Lythrum · Lythraceae · Myrtales · Rosidae · Magnoliopsida

## M
- Magnolia · Magnoliaceae · Magnoliales · Magnoliidae · Magnoliopsida
- Malpighia · Malpighiaceae · [[]] · [[]] · [[]]
- Malva · Malvaceae · Malvales · Dilleniidae · Magnoliopsida
- Mangifera · Anacardiaceae · Sapindales · Rosidae · Magnoliopsida
- Maranta · Marantaceae · Zingiberales · Zingiberidae · Liliopsida
- Marcgravia · Marcgraviaceae · [[]] · [[]] · [[]]
- Martynia · Martyniaceae · [[]] · [[]] · [[]]
- Melastoma · Melastomataceae · Myrtales · Rosidae · Magnoliopsida
- Melianthus · Melianthaceae · Sapindales · Rosidae · Magnoliopsida
- Menispermum · Menispermaceae · Ranunculales · Magnoliidae · Magnoliopsida
- Mentha · Labiatae · [[]] · [[]] · [[]]
- Mesembryanthemum · Mesembryanthemaceae · [[]] · [[]] · [[]]
- Morus · Moraceae · Urticales · Hamamelidae · Magnoliopsida
- Musa · Musaceae · Zingiberales · Zingiberidae · Liliopsida
- Myoporum · Myoporaceae · Scrophulariales · Asteridae · Magnoliopsida
- Myrica · Myricaceae · Myricales · Hamamelidae · Magnoliopsida
- Myristica · Myristicaceae · [[]] · [[]] · [[]]
- Myrtus · Myrtaceae · Myrtales · Rosidae · Magnoliopsida

## N
- Nepenthes · Nepenthaceae · Nepenthales · Dilleniidae · Magnoliopsida
- Nolana · Nolanaceae · Solanales · Asteridae · Magnoliopsida
- Nymphaea · Nymphaeaceae · Nymphaeales · Magnoliidae · Magnoliopsida

## O
- Ochna · Ochnaceae · Theales · Dilleniidae · Magnoliopsida
- Olea · Oleaceae · Scrophulariales · Asteridae · Magnoliopsida
- Orchis · Orchidaceae · Orchidales · Liliidae · Liliopsida
- Orobanche · Orobanchaceae · Scrophulariales · Asteridae · Magnoliopsida
- Osmunda · Osmundaceae · [[]] · [[]] · [[]]
- Ostrya · Corylaceae · [[]] · [[]] · [[]]
- Oxalis · Oxalidaceae · Geraniales · Rosidae · Magnoliopsida

## P
- Pandanus · Pandanaceae · Pandanales · Arecidae · Liliopsida
- Papaver · Papaveraceae · Papaverales · Magnoliidae · Magnoliopsida
- Passerina · Thymelaeaceae · Myrtales · Rosidae · Magnoliopsida
- Passiflora · Passifloraceae · Violales · Dilleniidae · Magnoliopsida
- Phaseolus · Leguminosae · [[]] · [[]] · [[]]
- Phytolacca · Phytolaccaceae · Caryophyllales · Caryophyllidae · Magnoliopsida
- Pinus · Pinaceae · Pinales · [[]] · [[]]
- Piper · Piperaceae · Piperales · Magnoliidae · Magnoliopsida
- Pittosporum · Pittosporaceae · Rosales · Rosidae · Magnoliopsida
- Plantago · Plantaginaceae · Plantaginales · Asteridae · Magnoliopsida
- Platanus · Platanaceae · Hamamelidales · Hamamelidae · Magnoliopsida
- Plumbago · Plumbaginaceae · Plumbaginales · Caryophyllidae · Magnoliopsida
- Podocarpus · Podocarpaceae · [[]] · [[]] · [[]]
- Polemonium · Polemoniaceae · Solanales · Asteridae · Magnoliopsida
- Polygala · Polygalaceae · Polygalales · Rosidae · Magnoliopsida
- Polygonum · Polygonaceae · Polygonales · Caryophyllidae · Magnoliopsida
- Polypodium · Polypodiaceae · [[]] · [[]] · [[]]
- Pontederia · Pontederiaceae · Liliales · Liliidae · Liliopsida
- Portulaca · Portulacaceae · Caryophyllales · Caryophyllidae · Magnoliopsida
- Primula · Primulaceae · Primulales · Dilleniidae · Magnoliopsida
- Proserpinaca · Haloragidaceae · [[]] · [[]] · [[]]
- Protea · Proteaceae · Proteales · Rosidae · Magnoliopsida
- Pterostyrax · Styracaceae · Ebenales · Dilleniidae · Magnoliopsida
- Punica · Punicaceae · Myrtales · Rosidae · Magnoliopsida

## R
- Ranunculus · Ranunculaceae · Ranunculales · Magnoliidae · Magnoliopsida
- Reseda · Resedaceae · Capparales · Dilleniidae · Magnoliopsida
- Rhamnus · Rhamnaceae · Rhamnales · Rosidae · Magnoliopsida
- Rosa · Rosaceae · Rosales · Rosidae · Magnoliopsida
- Ruta · Rutaceae · Sapindales · Rosidae · Magnoliopsida

## S
- Salix · Salicaceae · Salicales · Dilleniidae · Magnoliopsida
- Salvinia · Salviniaceae · [[]] · [[]] · [[]]
- Sarracenia · Sarraceniaceae · Nepenthales · Dilleniidae · Magnoliopsida
- Saururus · Saururaceae · Piperales · Magnoliidae · Magnoliopsida
- Saxifraga · Saxifragaceae · Rosales · Rosidae · Magnoliopsida
- Schisandra · Schisandraceae · Illiciales · Magnoliidae · Magnoliopsida
- Selaginella · Selaginellaceae · [[]] · [[]] · [[]]
- Selenicereus · Cactaceae · Caryophyllales · Caryophyllidae · Magnoliopsida
- Shortia · Diapensiaceae · Diapensiales · Dilleniidae · Magnoliopsida
- Solanum · Solanaceae · Solanales · Asteridae · Magnoliopsida
- Stachyurus · Stachyuraceae · Violales · Dilleniidae · Magnoliopsida
- Staphylea · Staphyleaceae · Sapindales · Rosidae · Magnoliopsida
- Stylidium · Stylidiaceae · Campanulales · Asteridae · Magnoliopsida
- Styrax · Styraceae · [[]] · [[]] · [[]]
- Symplocos · Symplocaceae · Ebenales · Dilleniidae · Magnoliopsida

## T
- Tamarix · Tamaricaceae · Violales · Dilleniidae · Magnoliopsida
- Taxodium · Taxodiaceae · [[]] · [[]] · [[]]
- Taxus · Taxaceae · [[]] · [[]] · [[]]
- Tilia · Tiliaceae · Malvales · Dilleniidae · Magnoliopsida
- Trapa · Trapaceae · Myrtales · Rosidae · Magnoliopsida
- Tropaeolum · Tropaeolaceae · Geraniales · Rosidae · Magnoliopsida
- Typha · Typhaceae · Typhales · Commelinidae · Liliopsida

## U
- Ulmus · Ulmaceae · Urticales · Hamamelidae · Magnoliopsida
- Utricularia · Lentibulariaceae · Scrophulariales · Asteridae · Magnoliopsida

## V
- Valeriana · Valerianaceae · Dipsacales · Asteridae · Magnoliopsida
- Verbena · Verbenaceae · Lamiales · Asteridae · Magnoliopsida
- Viola · Violaceae · Violales · Dilleniidae · Magnoliopsida
- Vitis · Vitaceae · Rhamnales · Rosidae · Magnoliopsida

## Y
- Yucca · Agavaceae · Asparagales · Liliidae · Liliopsida

## Z
- Zingiber · Zingiberaceae · Zingiberales · Zingiberidae · Liliopsida
- Zinnia · Compositae · [[]] · [[]] · [[]]